# Кутир (Мен и Лоара)
Кутир (фр. Coutures) насеље је и општина у западној Француској у региону Лоара, у департману Мен и Лоара која припада префектури Сомир.
По подацима из 2011. године у општини је живело 534 становника, а густина насељености је износила 57,36 становника/km². Општина се простире на површини од 9,31 km². Налази се на средњој надморској висини од 48 метара (максималној 89 m, а минималној 30 m).

## Демографија
| 1962. | 1968. | 1975. | 1982. | 1990. | 1999. | 2011. |
| ----- | ----- | ----- | ----- | ----- | ----- | ----- |
| 390   | 425   | 384   | 441   | 481   | 478   | 534   |

График промене броја становника у току последњих година